# Steilwand (Jahrmarkt)

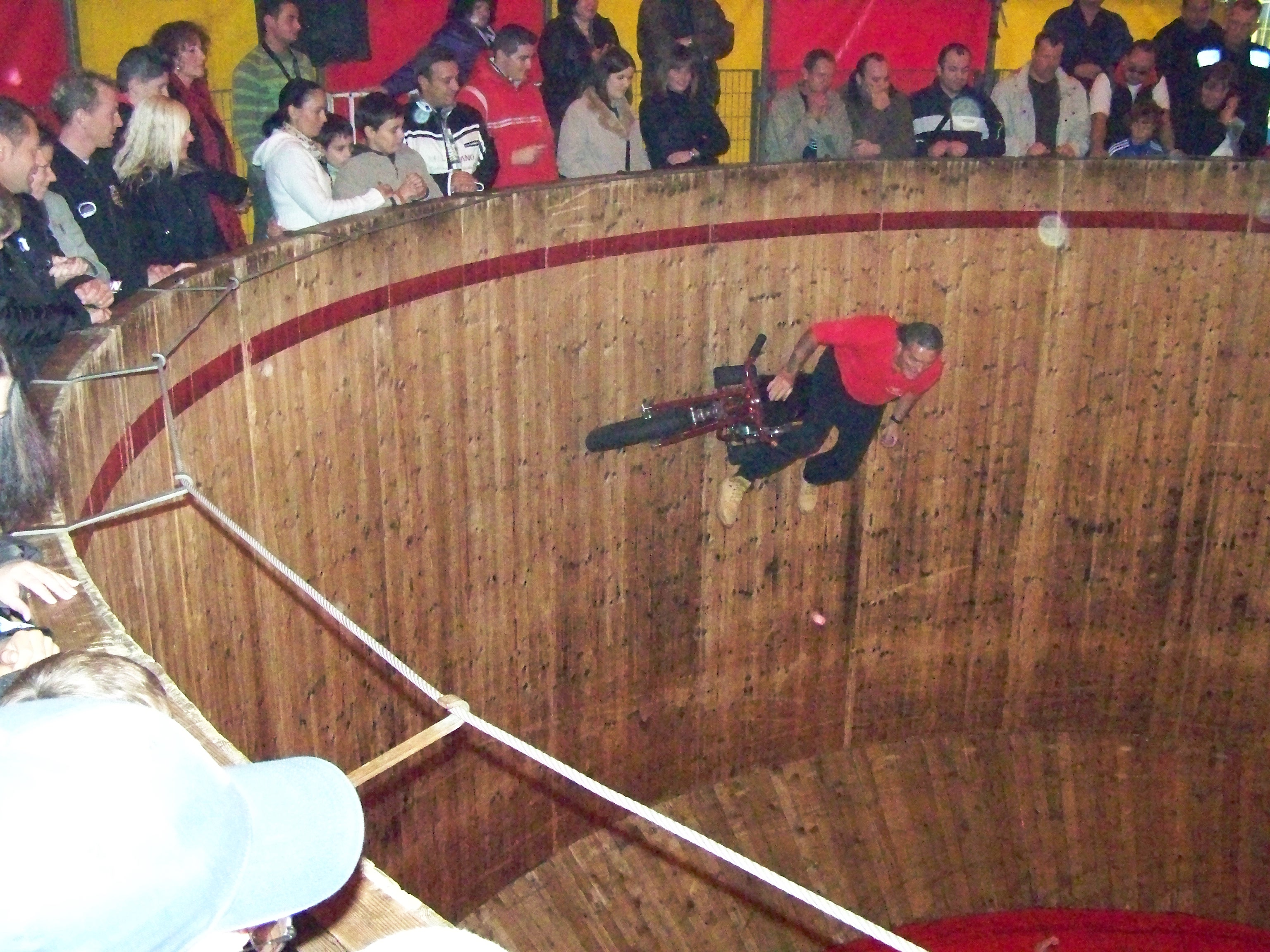
Ein Steilwandfahrer während der Show quer am Sattel des Motorrads sitzend. Rote Linie nahe dem oberen Bahnende.

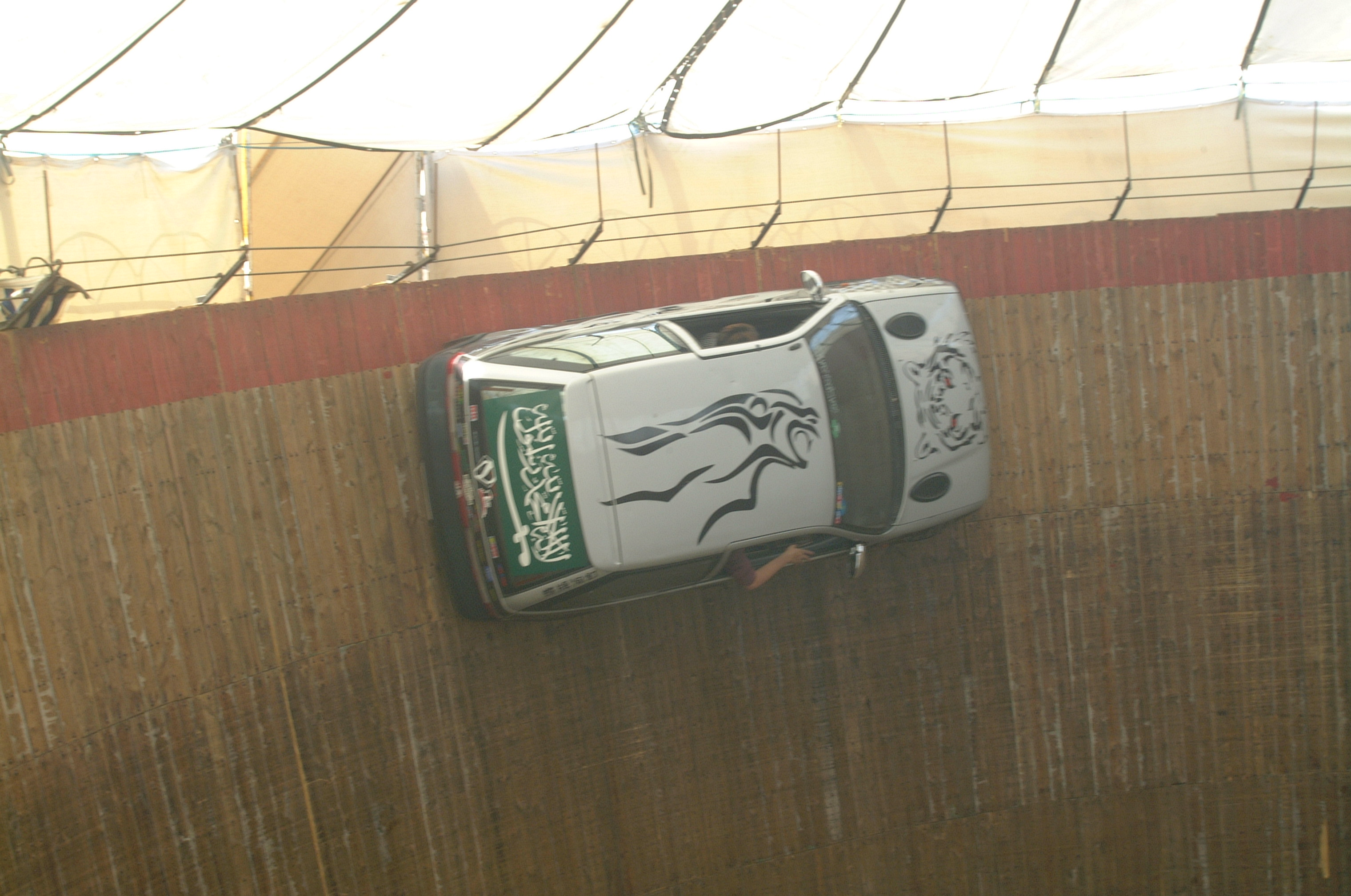
Erster saudischer Fahrer Saeed Aldouweghri, 2003.

Die Steilwand oder Trommel ist eine Jahrmarktsattraktion. Die Zylinder-Wandung einer großen Holztrommel von 4 bis 5 Meter Höhe und ca. 7 bis 10 Meter Durchmesser wird innen von einem oder mehreren Kraftfahrzeugen befahren, meist Motorräder.

## Steilwand

### Parade
Vor der großen hölzernen Trommel wird als Werbemaßnahme auf einem Rollenstand ein Motorrad im Stand zum Rollen gebracht, meist ein altes amerikanisches Motorrad, z. B Indian. Sein Gasgriff lässt sich in einer Position fixieren. Das angetriebene Hinterrad rotiert auf einem Rollenpaar und treibt über dieses und einen Kettentrieb auch die ebenfalls zylindrische Walze, die das Vorderrad trägt. Bei schnell kreisenden Rädern und stabilisierter Bewegung turnt der Artist nun auf dem Motorrad. Diese frei zu bestaunenden einfacheren Kunststücke bewerben die Steilwand, für die die Zuschauer Eintritt zu zahlen haben.

### Kessel
Die Zuschauer steigen äußere Treppen am Kessel hinauf, stehen dann auf Bühnentreppen und schauen von oben in den Kessel, um die Vorführungen zu beobachten.
Das Fahren innen an der lotrechten Wand ist physikalisch möglich, weil die Fliehkraft beim Fahren in der Trommel vom Schwerpunkt (Fahrzeug samt Fahrer) radial nach außen weist und die Reifen an die Wand drückt und ab einer bestimmten Geschwindigkeit (je nach Durchmesser der Bahn und Reibungskoeffizient (Reifen zu Holzbahn) ca. 40 bis 60 km/h) so groß im Vergleich zur Schwerkraft wird, dass dank Haftreibungskraft (quer zur Fahrtrichtung) ein Befahren der Kessel-Innenwand in entsprechender Schräglage erlaubt, ohne in Richtung der Erdschwere herunterzurutschen.

### Vorstellung
Der Steilwandfahrer startet auf der kreisförmigen Innenplattform. Eine Konus-Schrägung rundum von etwa 45 Grad erlaubt als Steilkurve den Übergang und das Einfahren in die lotrechte Wand.
In dieser zylindrischen Wand wird nun weiter beschleunigt bis zu einer gleichmäßigen und relativ sicheren Geschwindigkeit, bei der dann auch Kunststücke vorgeführt werden. Insgesamt läuft eine Steilwand-Vorführung 5 bis 10 Minuten.
Mehrere Artistik-Nummern finden in der Abfolge einer Vorführung im Kessel statt. Gängige Nummern sind:
- Der Beifahrer oder auch der Fahrer eines Motorrads zeigt akrobatische Kunststücke.
- Überholungsrennen: Mehrere Motorräder fahren umeinander herum.
- Ein starkes Motorrad beschleunigt auf doppeltes Tempo, was die vierfache Fliehkraft erzeugt und den gesamten Kessel ins Schwingen bringt.
- Ein Gocart-Rennen wird veranstaltet.
- Schleifen: Die Artisten kurven in der Trommel „seitlich“, so dass sie sich einmal nahe dem Boden und dann wieder am oberen Kesselrand befinden.

### Gefahren
Das Fahren in der Steilwand ist anstrengend und gefährlich. Es wirken hohe Kräfte auf den Fahrer ein, oftmals das Dreifache oder mehr seines Gewichtes. Eine hohe Konzentration ist vonnöten, Unachtsamkeit kann zum Absturz in den Kessel oder dazu führen, aus ihm hinausgeschleudert zu werden. Insbesondere das Fahren nahe am oberen Kesselrand ist gefährlich. Wenn auch die Zuschauer mit Fangzäunen geschützt sind, so ist doch der Fahrer gefährdet. 
Da keine Krankenversicherung die in diesem Bereich tätigen Artisten versichert, sind diese darauf angewiesen, für den Krankheitsfall selbst Vorsorge zu treffen.
Es gibt weltweit nur noch wenige Trupps, die diese Jahrmarktskünste aufführen.

## Todeskugel

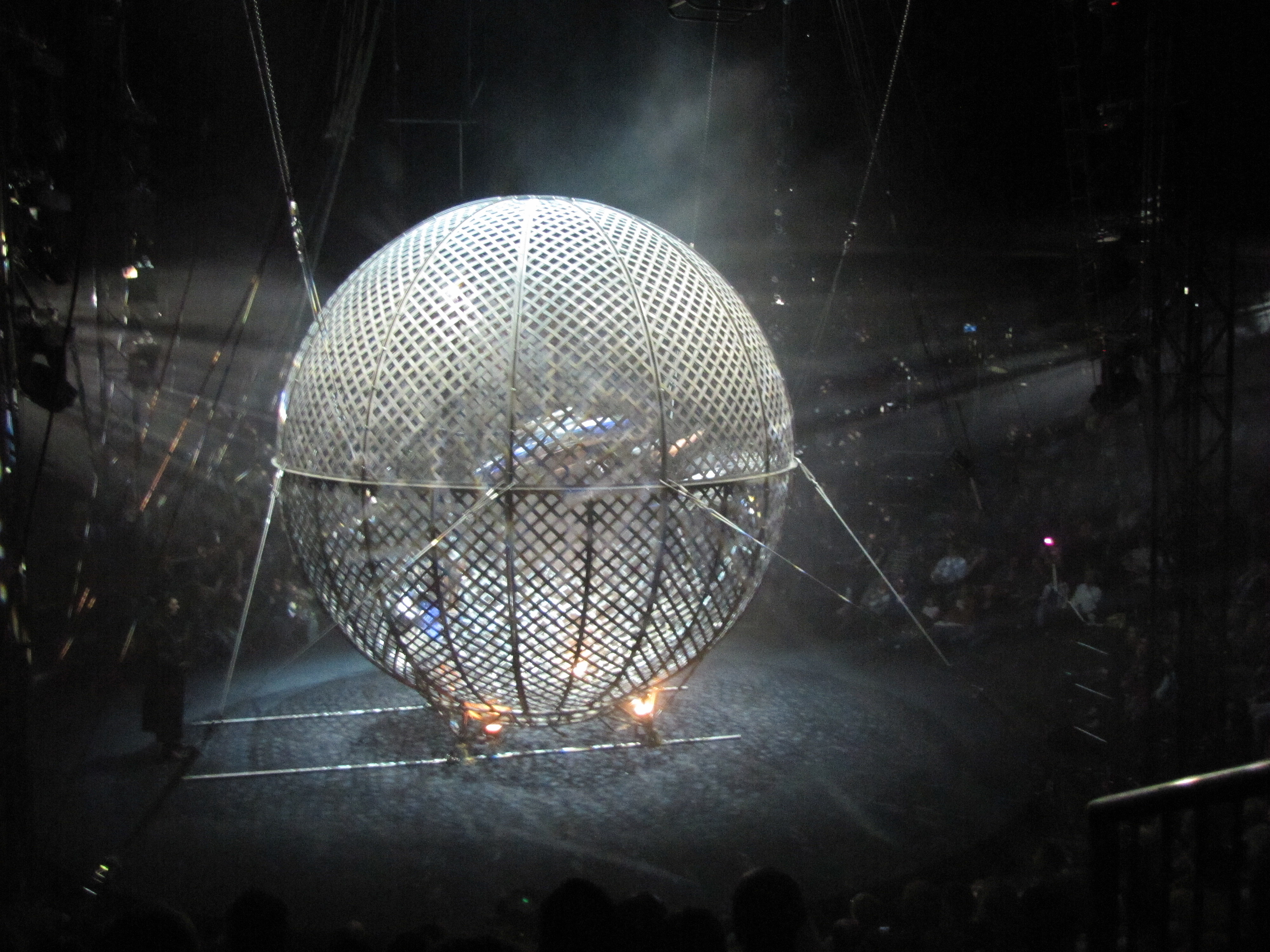
Die Todeskugel des Zirkus Flic Flac

Eine Variante und Weiterentwicklung, am Jahrmarktgelände um 1964–1969 in Wels, ist die Kugel – „Todeskugel“ – aus Stahl, zerlegbar in Segmente, die aus einem Netz aus gebogenen Stahlblechstreifen in Segmentrahmen aus L-Profil gebildet werden. Die Zuschauer im Zelt rundum sehen durch etwa 4 × 4 cm große Lücken, die das Geflecht aus ebenfalls etwa 4 cm breiten Blechstreifen aussparen. Diese Stahlbänder sind entsprechend der Kugelform gekrümmt und an den Segmenträndern zugkraftbeständig befestigt. Von verflechtendem Fahren etwas abweichend vom Äquatorialkreis können 2 Fahrer dazu übergehen, auf rechtwinkelig zueinander stehenden Kreisen zu fahren.
Als Höhepunkt können sogar drei Fahrer auf zueinander orthogonal liegenden Kreisbahnen fahren, zwei davon meridional, einer äquatorial. Oder aber alle drei in gleicher Bahnschräge von etwas mehr als 45° gegenüber waagrecht, entsprechend den Abrollrichtungen eines auf einem Eck stehenden Würfels. Letztere Konfiguration hat den Vorteil, dass alle Bahnen geometrisch-physikalisch gleichartig, also „gleich schnell“ sind. Als Komplikation können die 3 Bahnebenen langsam um eine vertikale Achse rotieren.
Jeder dieser 3 Fahrer kann von einem weiteren Fahrer begleitet werden, und zwar neben- oder hintereinander. Der Platz in der Kugel wird dadurch zunehmend enger.
Im Februar 2014 erfuhr ein von Freddy Nock zusammengestelltes 7er-Team in einer Kugel von 4,9 Metern Durchmesser einen neuen Weltrekord in Bezug auf Anzahl der Fahrer in der Kugel. Im April 2010 verunglückten durch einen Hinterreifenplatzer mehrere Fahrer des „Russischen Staatscircus“ in einer Kugel mit 32 Meridiansegmenten. Am 19. März 2013 wurden während eines Trainings in Köln sechs Fahrer des Zirkus Flic Flac verletzt, zwei davon schwer.
In Graz zeigte Circus Safari einen Motorradfahrer in einer Todeskugel.

## Physikalische Abschätzungen
Ein hoher Reibungskoeffizient erlaubt Fliehkrafthaften schon bei niedriger Geschwindigkeit. Es kann jedoch bestenfalls ein Reibungskoeffizient von 1,0 angenommen werden.
Zum Haften reicht dann Fliehkraft (nach außen) im Zylinder in der Höhe der Schwerkraft (nach unten) gerade aus. Die resultierende Gesamtkraft auf das Fahrzeug ergibt sich als Diagonale des Kräftequadrats 1,41 mal so groß wie die Schwerkraft und bei 45° Schräglage des Motorrades. Zusätzliche Kräfte in oder gegen die Fahrtrichtung kann die Haftkraft am Reifenaufstandspunkt nicht aufnehmen, Beschleunigen oder Bremsen würde zum Abschmieren der damit belasteten Reifen nach unten zum Konus hin führen.
Wenn nun Fahrzeug samt Fahrer insgesamt der Gesamtbeschleunigung von 1,41 g ausgesetzt sind, so wirkt die Fliehkraft in größerer Entfernung von der Bahn-Rotationsachse stärker, näher in Zylindermitte jedoch geringer. Das führt einerseits dazu, dass das Fahrzeug alleine eine höhere Fliehkraftbeschleunigung erlebt als der Fahrer, dessen Schwerpunkt ja näher zur Zylinderachse liegt. Das entlastet den Fahrer ein wenig von der Höhe der g-Kraft, insbesondere bei kleinen Zylinderdurchmessern oder wenn er gar am Motorradsattel hockt oder steht. Am Sattel stehendes Fahren reduziert bei fester Geschwindigkeit des Motorrads die Fliehkraftbelastung auf den Fahrer, erfordert jedoch zum Erhalt der Mindestfliehkraft zum Haftungserhalt eine gewisse Erhöhung der Fahrgeschwindigkeit.
Kompressions-Kleidung, besonders im Bereich der unteren Körperhälfte kann dem Fahrer helfen, seinen Blutkreislauf bei höherer Belastung aufrechtzuerhalten.
Wenn ein Fahrer, der am Motorrad entspannt steht, seine „weiche Wirbelsäule“ muskelkraftfrei entspannt, wird diese von hinten besehen einen leichten Bogen zeichnen; so wie eine Gliederkette, die der Fahrer aus seiner Sicht hochhält: nahe der Zylindermitte eher senkrecht näher zur Richtung der Schwerkraft verlaufend, irgendwo in der Kettenmitte 45° schräg und weiter außen, also nahe an der innenzylindrischen Fahrbahn waagrechter als 45°, weil dort die Fliehkraft größer als die Schwerkraft sein muss.
Wer eine Kugel innen meridional befährt, muss am oberen Bahnscheitel eine Fliehkraft mindestens der Schwerkraft erzielen, um nicht – aus seiner Sicht – von der Fahrbahn abzuheben oder aus Sicht von außen am oberen Kugelpol nicht den Kontakt zu verlieren. Er benötigt oben also die Geschwindigkeit eines auf Äquatorialspur fahrers bei Reibbeiwert = 1. Durch die Schwerkraft beschleunigt der Fahrer auf seiner Meridianbahn' nach unten und hat am unteren Scheitel angekommen seine höchste Geschwindigkeit, an der die resultierende Kraft aus Schwer- und Fliehkraft mehr als das Doppelte der Erdbeschleunigung erreicht. Indem der Fahrer den gegen Roll- und Luftwiderstand nötigen Motorantrieb stärker am Aufwärtsast der Meridianbahn einsetzt, kann er diese Belastungsspitze am unteren Scheitel etwas reduzieren.
Auf Meridianfahrt unterstützt die Schwerkraft unterhalb des Äquators das Anpressen des Motorrads per Fliehkraft an die Bahn, am Äquator wirkt sie neutral weil parallel zur Bahn, oberhalb reduziert sie die Anpressung, wie die vektorielle Addition der Komponenten zeigt. Gleichmäßige Motorantriebskraft und Luftwiderstand angenommen gibt es ein Ab und Auf des Tempos, weil ein Teil der Bewegungsenergie in Lageenergie (Höhe im Erdschwerefeld) umgewandelt oder wieder zurückgewonnen wird. Diese Temposchwankung wirkt sich in Rückgang der Fliehkraft während der Aufwärtsfahrt aus, sodass gute Bodenhaftung für kräftigen Motorschub auch von daher eher noch unter dem Äquator vorhanden ist, als danach. Der Fahrer wird also versuchen seine kurze Motorantriebsphase per Gasgriff-Dreh noch rechtzeitig unterhalb vor dem Äquator zu beginnen.
Merkt der Fahrer, zu langsam zu sein, um am „Nordpol“ sitzend fahrend am Boden zu bleiben, kann er durch Aufstehen die Schwerpunkthöhe vergrößern und damit – Sicht von außen – das Motorrad ein paar Zentimeter nach oben stemmen. Alternativ kann er vom Pol weglenken und erreicht das Durchfahren eines tieferliegenden Bahnscheitels.

## Motorradtypen
Indian 750 Scout aus den 1920er und 1930er Jahren sind bis heute bei Steilwandfahrern dank stabilem Rahmen und guter Kraftentfaltung beliebt. In Zukunft haben leichtere Elektromotorräder – es kann ja mit kleinem Akku gefahren werden – Anwendungspotential.

## Weblink
- Kugel mit zugleich 9 Fahrern. Eine Gruppe aus 5 Männern startet, sie nehmen hintereinander eine horizontale Bahn linksherum eher etwas oberhalb des Äquators ein. Die restlichen 4 starten später ebenfalls als Gruppe und fahren auf einer etwa 30 Breitengrade tiefer liegenden Bahn ebenfalls gegen den Uhrzeigersinn und mit gleicher Periode von etwa 1,5 Sekunden. 8 gruppieren sich dann dichter zusammen, etwa in eine umlaufende Hemisphäre und machen so dem 9. Platz für 7 eher vertikale (von Position 1/2 8 auf Position 12 Uhr in der Kugel, raumfest) die Bahn der Gruppe synchron kreuzende Runden. If It Were not Filmed No One Would See These Events - 2 Entertainment Box, youtube.com, 11. Oktober 2017, abgerufen am 30. Oktober 2017. – Videoclip (8:23–9:04/11:08)